# Vil·la Ludovisi

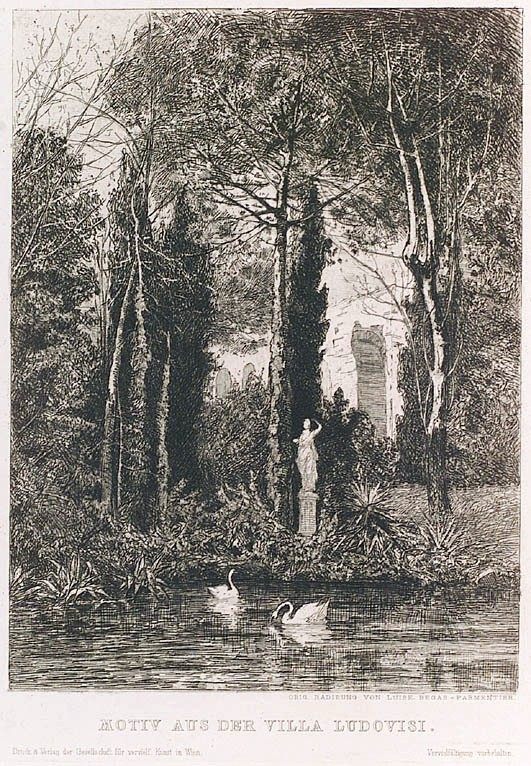
Els jardins de la vil·la.

La Vil·la Ludovisi era una mansió de la ciutat de Roma, construïda al segle xvii per Domenichino a l'àrea que un cop havien ocupat els jardins de Sal·lusti, (Horti Sallustiani), a prop de la Porta Salaria, per encàrrec del cardenal Ludovico Ludovisi.

## Història

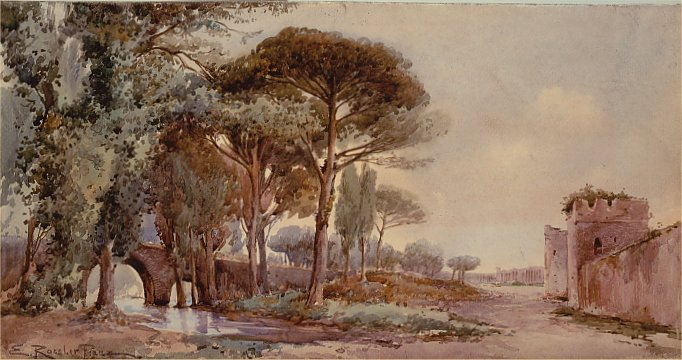
Els jardins de la Vil·la i la Muralla Aureliana a la dècada de 1880, en una pintura d'Ettore Roesler Franz.

Els seus magnífics jardins van ser dissenyats per André Le Nôtre, l'arquitecte dels jardins de Versalles.
La vil·la va passar a les mans dels Boncompagni, els quals el 1872 la van llogar al rei Víctor Manuel II. El rei va utilitzar la vil·la com residència per la seva amant, Rosa Vercellana.
El 1883, malgrat les nombroses protestes de la classe intel·lectual, el seu últim propietari, el príncep de Piombino, Baldassarre Boncompagni, va vendre la propietat després de dividir-la en parcel·les. La majoria dels edificis i escultures van ser destruïts, i el Casino dell'Aurora va ser l'única construcció que va seguir dempeus. La Via Veneto va travessar el seu terreny, part del qual està ocupat per l'ambaixada dels Estats Units al Palazzo Margherita, i el districte Ludovisi va prendre forma, adquirint el Palazzo Margherita nom del cardenal i la seva vil·la.